# Stetschkin APS
Die Stetschkin APS (russisch Автоматический Пистолет Стечкина – Awtomatitscheskij Pistolet Stetschkina) ist eine Reihenfeuerpistole, die in der Sowjetunion hergestellt wurde.

## Entwicklung und Aufbau
Der ursprüngliche Entwurf von Igor Stetschkin entstand kurz nach dem Zweiten Weltkrieg und verwendete die Tokarew-Patrone 7,62 × 25 mm Tokarew M1930. Als sich mit der Makarow-Pistole das Kaliber 9 × 18 als neue Standard-Pistolenmunition der Roten Armee durchsetzte, rüstete er seine Pistole darauf um. Dies war nicht die einzige Gemeinsamkeit: wie die Makarow ist die Waffe ein unverriegelter Rückstoßlader mit Spannabzug (Double Action). Die Energie der Patrone ist noch im Rahmen dessen, was ein so einfacher Verschlussmechanismus verkraften kann. Die Stetschkin war jedoch nicht als normale Faustfeuerwaffe konzipiert, sondern sollte zusätzlich auch Dauerfeuer schießen können und damit Aufgaben einer Maschinenpistole erfüllen können. Dafür gab es die Option, am Griff einen Anschlagschaft zu montieren. Mit Schaft und vollem Magazin wiegt die Waffe 1,78 kg. Die Feuerart kann am Sicherungshebel gewählt werden.

## Einsatz
Die Eignungstests verliefen sehr erfolgreich, wobei die Präzision und der geringe Rückstoß der Waffe hervorgehoben wurde. Durch den langen Lauf vergrößerte sich auch die Visierlinie und die Mündungslastigkeit, die Mündungsgeschwindigkeit beträgt 340 m/s. Die APS sollte vor allem bei Besatzungen gepanzerter Fahrzeuge und als persönliche Waffe bei höheren Offizieren Verwendung finden. Als Pistole war sie jedoch recht schwer, der zusätzliche Holzkolben sperrig. Kalaschnikow-Sturmgewehre  mit Klappschaft wurden dieser Rolle meist besser gerecht. Deshalb fand die Pistole keine große Verbreitung, und die Produktion wurde 1975 eingestellt.
Bei Dauerfeuer liegt die effektive Schussreichweite bei 200 m.

## Modernisierung

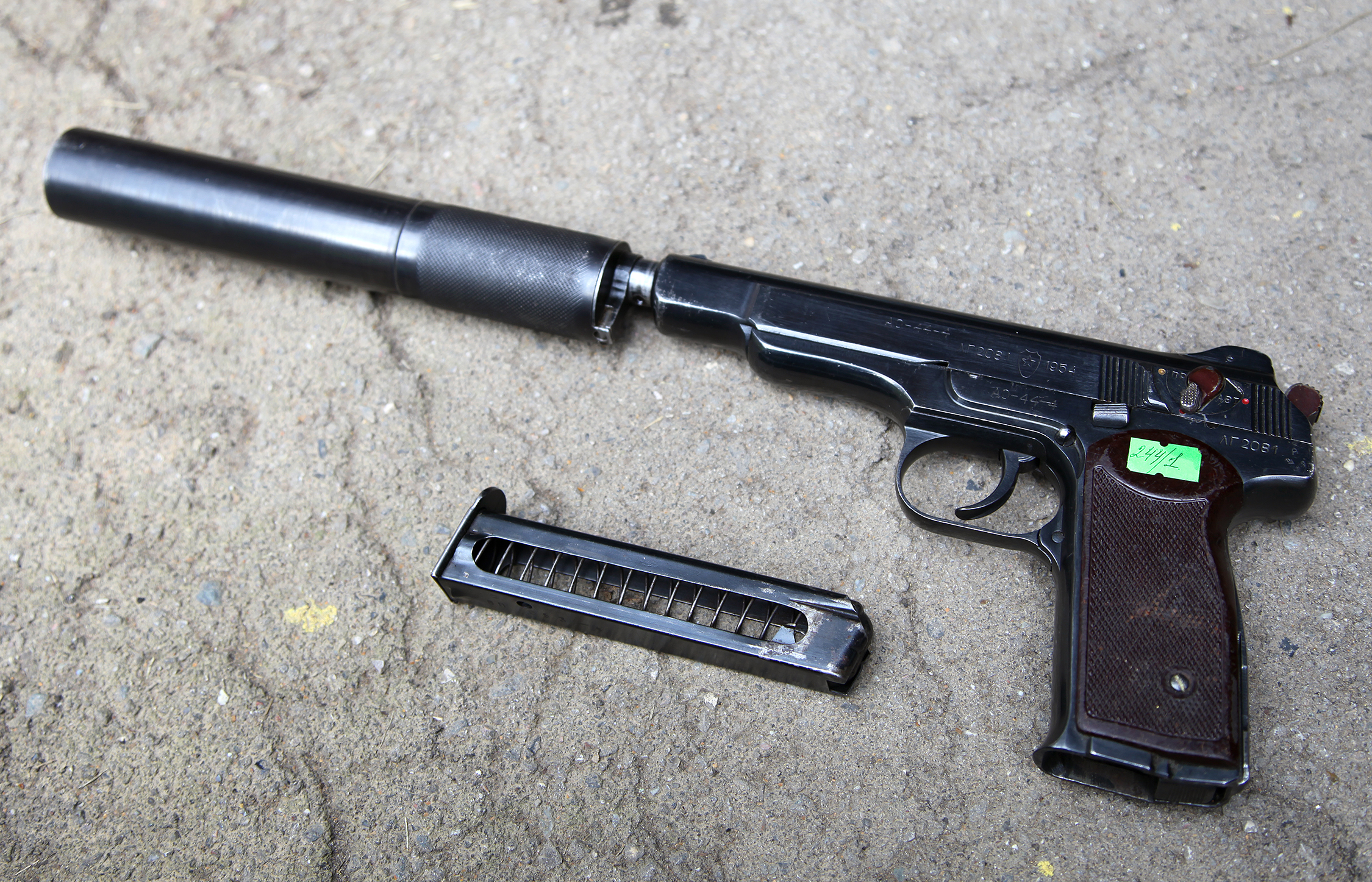
Modell APB mit Schalldämpfer

Mit dem Einsatz von sowjetischen Spezialkräften wie den Speznas während des Afghanistan-Krieges stieg der Bedarf an kompakten Feuerwaffen. Dazu ersetzte man den Schaft durch eine Schulterstütze aus Profilstahl und versah die Waffe mit einem Schalldämpfer. Das Modell wurde als Stetschkin APB geführt (B für: Bes’schumnyj, also lautlos). Damit erlangte die Waffe wieder neue Bedeutung. In der jüngeren Vergangenheit wurden neben Truppen des russischen Innenministeriums MWD auch Polizeieinheiten damit ausgerüstet.